# Наверешко језеро
Наверешко или Навережје (рус. Навережское; Навережье) слатководно је ледничко језеро у источном делу Псковске области, на западу европског дела Руске Федерације. Налази се на крајњем западу Дедовичког рејона, на подручју моренског Судомског побрђа. Преко своје једине отоке, реке Судоме повезан је са сливом Шелоња, односно са басеном реке Нева и Балтичким морем.
Акваторија језера обухвата површину од 2,3 км². На језеру се налазе и три мања острва укупне површине 2 хектара. Максималнаа дубина језера је 3,2 метра, просечна око 1,5 метара. Недалеко од источних обала језера налази се засеок Навережје по ком се често назива и само језеро.